# Ośrodek Kultury im. Norwida
Ośrodek Kultury im. Cypriana Kamila Norwida w Krakowie – miejska instytucja kultury o ponad sześćdziesięcioletniej tradycji. Działa na terenie Nowej Huty i na rzecz dzielnicy. Skupia się przede wszystkim na realizacji programów edukacyjnych, artystycznych, społeczno-kulturalnych i proekologicznych skierowanych do społeczności lokalnej Nowej Huty oraz Miasta Krakowa. W strukturach Ośrodka Kultury Norwida znajdują się Kino Studyjne Sfinks, które jest producentem Nowohuckiej Kroniki Filmowej, ARTzona, Kuźnia, Nowohuckie Laboratorium Dziedzictwa, Galeria Huta Sztuki, Biblioteka Górali oraz Biblioteka Kuźnia.

## Historia
W latach 1955–1990 Ośrodek Kultury funkcjonował jako Zakładowy Dom Kultury Huty im. Lenina, natomiast w latach 1990–1994 jako Zakładowy Dom Kultury Huty im. T. Sendzimira. W 1994 roku został przejęty przez Gminę Kraków. Z działalnością Domu Kultury były związane między innymi: Zespół Pieśni i Tańca „Nowa Huta”, Orkiestra Dęta HiL, Teatr Lalek Widzimisię, Młodzieżowa Estrada Poetycka, Galeria Rytm, Kino Sfinks, Nowohucki Jazz Klub, Poradnia Urządzania Wnętrz Mieszkalnych prowadzona przez Janusza Trzebiatowskiego, Klub Fotografików Amatorów, Amatorski Klub Filmowy „Nowa Huta”, zespół Sirtaki, w którym występowały dzieci greckich uchodźców prowadzony przez Romę Doniec-Krzemień.

## Działalność
Ośrodek Kultury Norwida włącza się w procesy związane z rewitalizacją, wzmocnieniem potencjału społecznego i rozwojem środowiska lokalnego. Jest uczestnikiem procesów i dyskusji związanych z Lokalnym Programem Rewitalizacji Krakowa. Współpracuje z instytucjami, organizacjami oraz podmiotami środowiska lokalnego. Będąc producentem Nowohuckiej Kroniki Filmowej dokumentuje historię dzielnicy i jednocześnie, za pośrednictwem TVP 3, promuje w Małopolsce najciekawsze nowohuckie projekty i inicjatywy. Prowadzi również działalność szkoleniową skierowaną do osób 55+.
W latach 2004–2008 Ośrodek Kultury Norwida był wnioskodawcą i liderem projektu „Nowa Huta – Nowa Szansa”, realizowanego metodą partnerską w ramach Programu Inicjatywy Wspólnotowej EQUAL. Efektem tych działań jest Ogród Doświadczeń im. Stanisława Lema, który powstał w ramach projektu, a następnie, po oddaniu do użytkowania, został przekazany pod zarząd Muzeum Inżynierii Miejskiej w Krakowie.
Od kwietnia 2011 r. do marca 2014 r. realizowany był międzynarodowy projekt „ReNewTown. New post-socialist city: Competitive and Attractive". Działania projektowe Ośrodka Kultury im. Norwida związane były z rewitalizacją budynku Sali Tańca i przekształceniem jej w przestrzeń działań społeczno-kulturalnych – ARTzonę.
Od 16 października 2018 r. w ramach działalności Ośrodka funkcjonuje Galeria Huta Sztuki.

## Sirtaki
W 1966 roku z inicjatywy ówczesnego kierownika ZDK HilL Jana Żabickiego powstał Zespół Grecki skupiający dzieci greckich uchodźców mieszkających na terenie dzielnicy. Przez rok prowadziła go Katarzyna Florek, a potem aż do rozwiązania w latach 70. XX wieku Roma Doniec.
Nazwę zmieniono na Sirtaki. Pochodziła ona od greckiego tańca Syrtáki. Początkowo zespół liczył 7 członków. Skład się powiększał, zmieniali się muzycy i wokaliści, a wygląd ewaluował. W trakcie występu pojawiły się oryginalne greckie instrumenty m.in. buzuki. Na początku lat 70. zespołowi akompaniowali Jorgos i Sakis Cakmakas, Kostas Charlambopoulos, Wangelis Rusiotis. W 1974 roku do zespołu dołączył 4-letni perkusista Theodorakis Solomonidis, który przyjeżdżał na występy z Wałbrzycha. Zespół zajmował I miejsca na Ogólnopolskich Przeglądach Amatorskich Zespołów Greckich we Wrocławiu (1970 i 1971) i Świdnicy (1972 i 1973). W 1972 roku stroje dla zespołu zaprojektowali Lidia i Wojciech Skarżyńscy, a w 1975 roku Lidia Minticz.

## Teatrzyki

### Teatr Lalek Widzimisie
Teatr lalek założyła grupa nowohuckich plastyków we wrześniu 1958 roku. Rozpoczął on działalność w listopadzie 1958 roku. Kierownikiem zespołu był Jerzy Wroński. Pierwsze przedstawienie Przygody Puncha odbyło się w listopadzie 1958 roku. Artyści sami wykonali plakaty i rozwiesili je na słupach. Autorką plakatu i projektów lalek była Lucyna Wranik-Bernhard. Rolę Puncha grał Jerzy Wroński. Teatr tworzył 12 osobowy zespół w składzie: Kazimierz Adamczyk, Tadeusz Bernhard, Walenty Gabrysiak, Józefa Kruczek, Marian Kruczek, Danuta Urbanowicz. Za światło odpowiedzialny był Julian Jończyk.Teatr działał w bloku przy dawnej ulicy Demakowa 10 (obecnie Ignacego Mościckiego) na osiedlu C-2 (obecnie Górali) w bloku nr 43. Pomieszczenia zajmowane przez teatr znajdowały się na parterze, a wchodziło się do nich z przełączki. Opiekunem teatru był ZDK HiL, który przekazał fundusze na wyposażenie teatru. Spektakle odbywały się w środę, sobotę i niedzielę o godzinie 17-tej. W listopadzie 1958 roku do obejrzenia spektaklu zachęcał lokalny Głos Nowej Huty dziwiąc się, że „frekwencja nie dopisuje”. Kolejnym spektakl Skoczek Toczek Jana Malika miał premierę 22 lutego 1959 roku. Reżyserem był Ryszard Kotas, scenografię przygotował Julian Jończyk, projekty lalek wykonali: Lucyna Wranik-Bernhard i Julian Jończyk. Wykonawcami byli: Tadeusz Bernhardt, Ewa Buczyńska (Skoczek-Toczek), Walenty Gabrysiak, Julian Jończyk, Józefa Kruczek, Marian Kruczek, Danuta Urbańczyk, Lucyna Wranik-Bernhardt, Jerzy Wroński. W czerwcu 1959 roku powstał projekt przejęcia teatrzyku przez Dzielnicową Radę Narodową.
13 marca 1960 roku miała miejsce kolejna, trzecia premiera Zaklętego Rumaka Bolesława Leśmiana w opracowaniu scenicznym Zbigniewa Kopalki.

### Teatrzyk Małych Form
Teatrzyk powstał w 1962 roku. Początkowo kierował nim Bronisław Gotkowski, który wyreżyserował montaż „Etiuda Październikowa”. W spektaklu wystąpili również soliści zespołu baletowego ZDK HiL. Kolejnym kierownikiem zespołu został Czesław Meissner związany wcześniej z Teatrem Rapsodycznym, który przygotował sztukę „Piotr” oraz montaż 1 majowy „Sztandar”. We wrześniu 1963 roku kierownictwo teatru przejęła aktorka Teatru Ludowego Anna Lutosławska. Przygotowała ona z zespołem montaż na święto 22 lipca, a w 1964 roku „Nocną Opowieść” Krzysztofa Choińskiego. W 1965 roku teatrzyk wystawił „Liryki miłosne” i program „My”, a 1966 „Król IV” Stanisława Grochowiaka.

### Teatr Lalek Miś
Teatr powstał w 1962 roku. Początkowo nosił nazwę Teatr Lalek ZDK HiL, a potem zmieniono ją na Teatrzyk Lalek „Miś” ZDK HiL. W skład zespołu wchodzili: Elenai Majchrzycka (dekoracje i lalki), Zofia Sotoła, Józef Struzik, Jerzy Trela, Jan Oczkowski (muzyka) oraz kierownik i reżyser K. Zwoliński. Kolejnym kierownikiem teatrzyku został Zbigniew Poprawski. Funkcję tę pełnił co najmniej do 1967 roku. Wyreżyserował on spektakl dla dorosłych „Płaszcz” na podstawie sztuki Gogola, za co otrzymał nagrodę podczas Ogólnopolskiego Spotkania Lalkarzy w Puławach w 1964 roku. Jury pod kierownictwem Władysława Jaremy doceniło jego adaptację, reżyserię i inscenizację. Pierwszą nagrodę (dyplomy, magnetofon i pamiątkowe albumy) otrzymał również zespół teatrzyku w składzie: Elenai Majchrzycka, Zofia Sotoła, Jerzy Piórkowski i Janusz Seyrlhuber. Scenografię przygotowała Wanda Fik. Podczas imprezy w Puławach teatrzyk zaprezentował również przedstawienie dla dzieci „Wesoła estrada”. W 1965 roku pokazano sztukę „Misie Ptysie” autorstwa Z. Poprawskiego i w jego reżyserii. W przedstawieniu wystąpili: Zofia Sotoła, Elenai Majchrzycka, Jerzy Piórkowski i Władysław Sitko.
Teatr korzystał z lokalu teatrzyku Widzimisie na os. Górali 23 (obecnie Muzeum Czynu Zbrojnego). Nie wiemy kiedy zaprzestał działalności, ale w lipcu 1968 roku pomieszczenie po byłym teatrzyku Miś przejął zarząd fabryczny ZBOWiD.

### Estrada Poetycka
Instruktorką, reżyserką i autorką adaptacji była aktorka Teatru Ludowego Irena Jun. Estrada rozpoczęła działalność premierą widowiska Nasze portrety (1964). Był to wybór tekstów publicystycznych poruszających problemy nowohuckiej młodzieży. W kolejnym roku Estrada przygotowała montaż poetycki Gałczyński–1965, który zdobył I nagrodę na Festiwalu Poezji K. I. Gałczyńskiego w Szczecinie. W 1966 roku w Ogólnopolskim Przeglądzie Amatorskich Teatrów Poezji i Pantomimy, który odbył się w Tarnowie i Nowej Hucie I miejsce zajęła Estrada Poetycka Domu Kultury HiL za spektakl Kiedy znów będę mały J. Korczaka. W 1967 roku spektakl Jak robić wiersze na Festiwalu Poezji Rosyjskiej w Poznaniu otrzymał pierwszą nagrodę. Spektakl był montażem tekstów poetyckich spiętych cytatami z utworów Władimira Majakowskiego. Nagrodą był wyjazd całego zespołu do Moskwy. W kolejnym roku widowisko oparte na motywach poezji K. K. Baczyńskiego Żołnierz poeta, czasu kurz... otworzyło II Dni Poezji w Nowej Hucie. Spektakl otrzymał Nagrodę Młodości.
Na VIII Ogólnopolskim Festiwalu Poezji im. Bronisława Broniewskiego Estrada otrzymała nagrodę Złoty liść dębu. W 1971 roku estrada przygotowała spektakl O pięknem rzecz jest rozwiniona z okazji 150 rocznicy urodzin C.K. Norwida.

## Działy
- Nowohuckie Laboratorium Dziedzictwa (os. Górali 5)
- Biblioteka Górali (os. Górali 5)
- Kino Studyjne Sfinks (os. Górali 5)
- ARTzona (os. Górali 4)
- Kuźnia (os. Złotego Wieku 14)
- Biblioteka Kuźnia (os. Złotego Wieku 14)

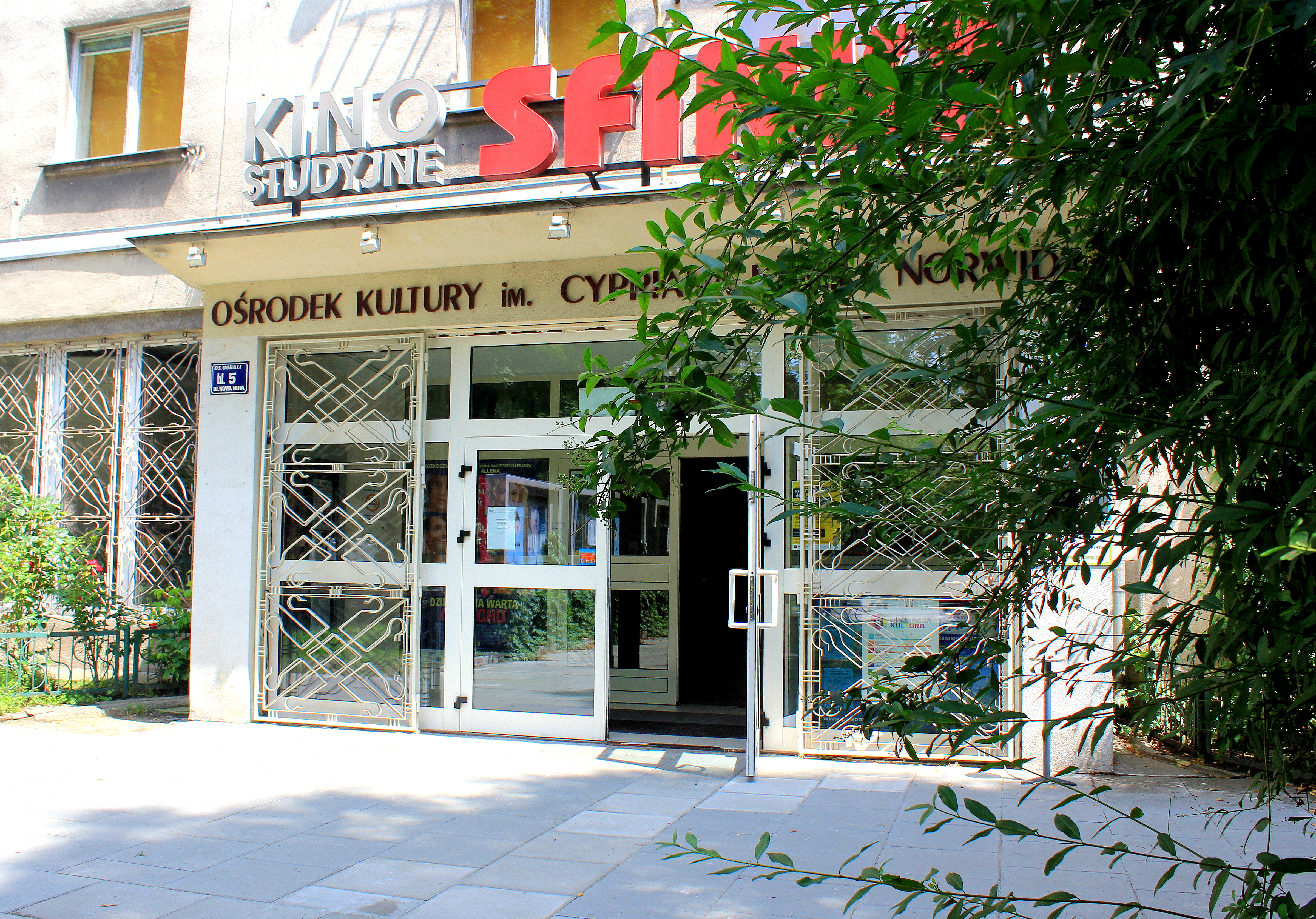
Wejście do Ośrodka Kultury Norwida w Krakowie, os. Górali 5
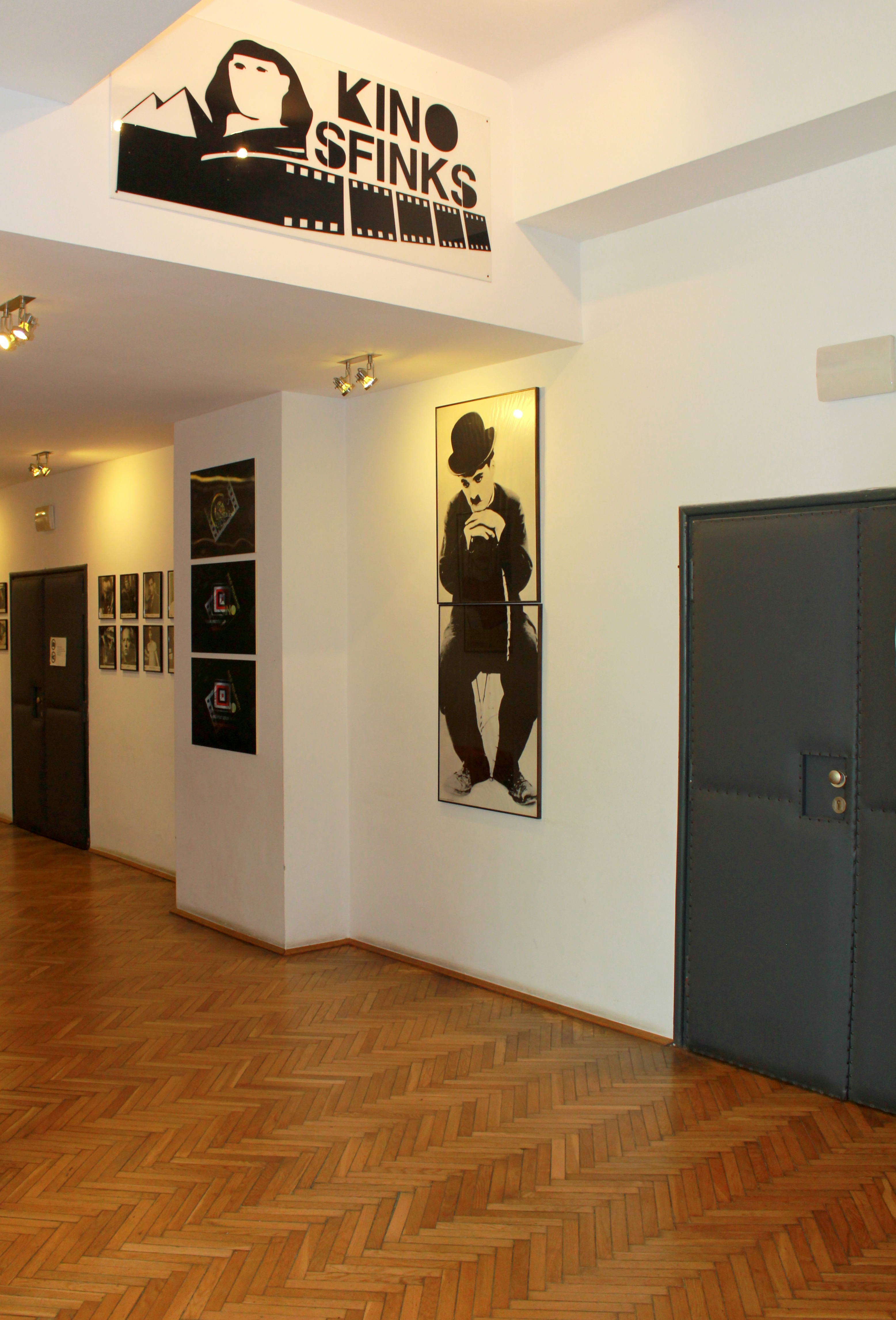
Kino Studyjne Sfinks Ośrodka Kultury Norwida w Krakowie, os. Górali 5
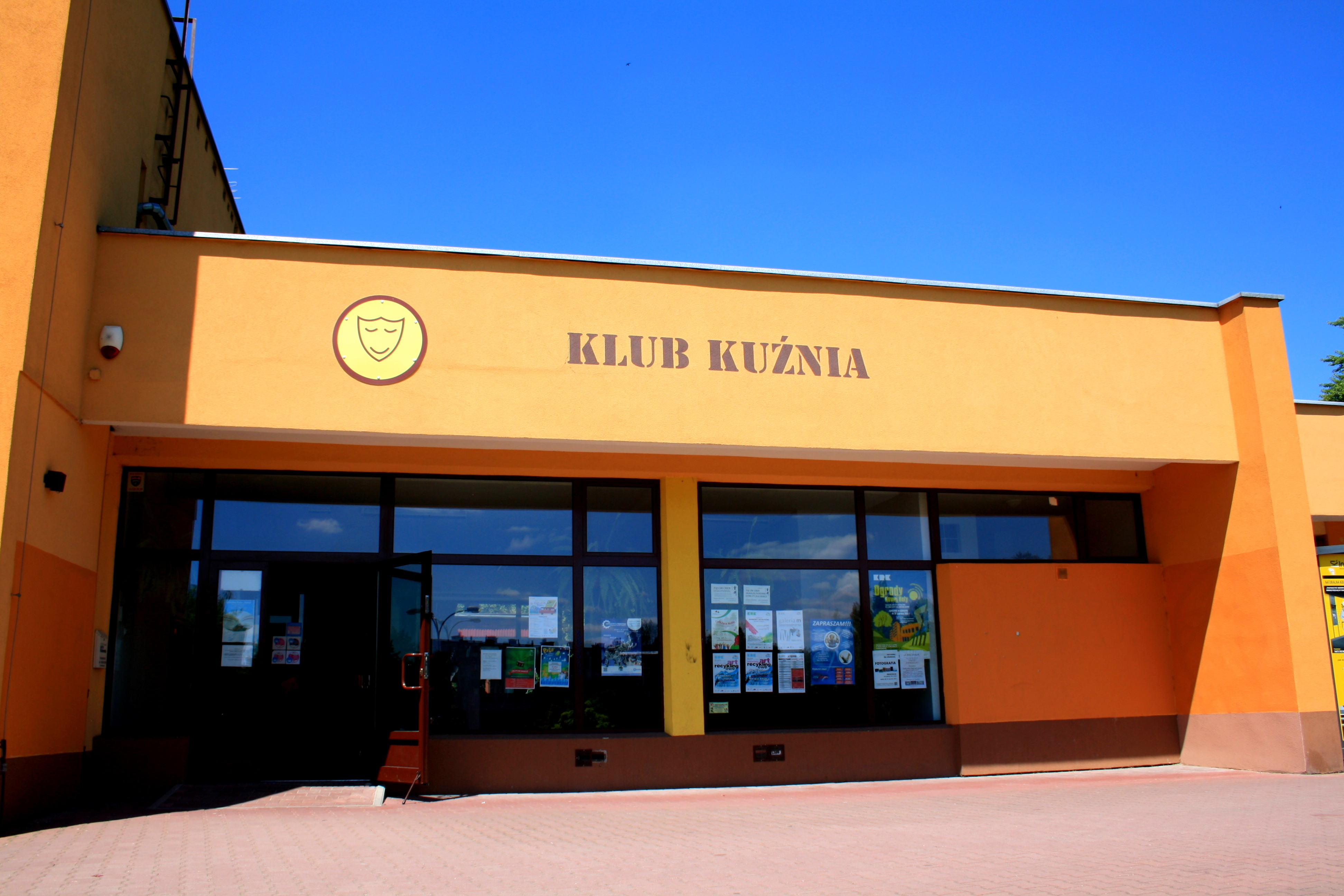
Klub Kuźnia Ośrodka Kultury Norwida w Krakowie, os. Złotego Wieku 14